# Brethesiella flava
Brethesiella flava är en stekelart som först beskrevs av Timberlake 1926.  Brethesiella flava ingår i släktet Brethesiella och familjen sköldlussteklar. Inga underarter finns listade.